# Rogaland
Rogaland Fylke je územněsprávní jednotka v jihozápadním Norsku. Správním centrem území je město Stavanger. Správcem kraje Rogaland je Fylkesmann i Rogaland. Počet obyvatel dosáhl roku 2015 čísla 466 302. Rozloha kraje je 9376 km².
Kraj Rogaland hraničí na severu s krajem Vestland, na severovýchodě s krajem Telemark a na východě s krajem Agder. Rogaland leží u Severního moře, které vniká do kraje fjordy Boknafjord, Lysefjord, Hylsfjord, Saudafjord, Sandfjord, Vindafjord, Josenfjørd, Gansfjord, Høgsfjord, Ålfjord, Idsefjord. Největším ostrovem je Karmøy. Jižní pobřeží je naproti tomu na norské poměry poměrně málo členité.
Na severovýchodě v obcích Suldal a Sauda jsou jezera Suldalsvatnet, Holmavatnet, Blåsjø a Blåfjellvatnet, poslední dvě leží zčásti na území obce Hjelmeland a z části v kraji Agder, dále jsou jezera øvre Tysdalvatnet a Lyngsvatnet v obci Hjelmeland, jezero Svartevatnet v obci Forsand, Orrevatnet u Kleppu, Ørsdalsvatnet v Bjerkreimu, Lundevatnet na jihu na hranici s Agderem a mnohá další jezera.
Rogaland je krajem norského ropného průmyslu, územím prochází plynovod do Kårstø, které je sídlem společnosti Statoil. Územím prochází silnice E134 a E39, která je zčásti vedena také „po moři“, kde je provozována přeprava trajekty. Hlavní železnice z Oslo a Kristiansandu vede do Stavangeru přes město Egersund.
Turisticky oblíbenými místy jsou skalní srázy Prekestolen (novonorsky Preikestolen) a Kjerag (Kiragg). V Ullandhaug ve Stavangeru je rekonstruovaná usedlost z doby železné (500–350 př. n. l.). V Avaldnes na ostrově Karmøy je rekonstruovaná vikinská usedlost.

## Obce
- Bjerkreim
- Bokn
- Eigersund
- Gjesdal
- Haugesund
- Hjelmeland
- Hå
- Karmøy
- Klepp
- Kvitsøy
- Lund
- Randaberg
- Sandnes
- Sauda
- Sokndal
- Sola
- Stavanger
- Strand
- Suldal
- Time
- Tysvær
- Utsira
- Vindafjord